# Milíč z Kroměříže
Milíč z Kroměříže (mezi 1320 a 1325 – 29. červen 1374, Avignon) byl původně notář české královské kanceláře, později populární pražský kazatel. Je pokládán za největšího českého reformního kazatele 14. století. Občas připojované křestní jméno Jan není prameny doloženo.Na jeho počest je pojmenována ulice (Milíčova) na pražském Žižkově. Jedná se o jednu z nejstarších ulic, název pochází z doby před rokem 1875.

## Život
Narodil se pravděpodobně v Tečovicích (patrně kolem roku 1325), navštěvoval katedrální školu v Olomouci. Poté působil v Kroměříži. Neměl mistrovský titul, což bylo patrně proto, že v době zřízení pražské univerzity již své studium ukončil. Díky svým stylistickým schopnostem se dostal do šlechtických a knížecích kanceláří.
Pracoval v královské kanceláři, v letech 1358–1360 působil jako registrátor, potom 1360 jako korektor a nakonec 1360–1362 jako notář; v této funkci doprovázel Karla IV. do Německa. Na přelomu let 1362 a 1363 se pravděpodobně stal kanovníkem a sakristou pražské katedrály. Pod vlivem Konráda Waldhausera se stal asketou a 23. prosince 1363 se vzdal svých funkcí, začal kázat česky, žít životem lúzy. Jelikož stále zvětšoval svůj asketismus, došel k závěru, že Antikrist se zmocní vlády v letech 1365 nebo 1367. Při hledání Antikrista usoudil, že jím bude Karel IV., za šíření této zprávy byl uvězněn roku 1366. V roce 1367 odešel do Říma poradit se s papežem Urbanem V., kde byl nejprve uvězněn, ale krátce na to s omluvou propuštěn (na rozkaz papeže). Vyzýval papeže ke svolání všeobecného sněmu. Téhož roku se vrátil do Prahy a věnoval se kázání. V roce 1369 opět odešel do Říma (není známo proč), avšak na zprávu o Waldhauserově smrti se rychle vrací.
V roce 1372 založil na Starém Městě v Praze v dnešní Bartolomějské ulici v budově dřívějšího veřejného domu zvaného Benátky, který mu byl dán k dispozici, kazatelskou školu a útočiště kajících se prostitutek. Dům pak přejmenoval na Jeruzalém. Jméno odkazovalo nejen na biblické svaté město Jeruzalém, ale především na nový Nebeský Jeruzalém, popisovaný v novozákonní knize Zjevení. V pražské vykřičené čtvrti kázal prostitutkám a vedl je k obrácení, takto pomáhal asi 200 prostitutkám začít nový život. Kaple Milíčova Jeruzaléma, v níž denně sloužil mši, byla zasvěcena sv. Marii Magdaleně, o níž se věřilo, že i ona byla kající prostitutkou. V jeruzalémské komunitě ale nežily pouze prostitutky, nýbrž i další Milíčovi přívrženci. Neslýchané bylo, že Milíč začal podávat eucharistii během každé mše. To bylo naprosto výjimečné, neboť laici té doby obvykle přijímali eucharistii jen jednou za rok. Tato praxe Jeruzaléma se stala katalyzátorem hnutí, které dostalo České království do unikátního postavení v rámci středověké Evropy. Časté přijímání laiků (týdně, mnohdy i denně) získávalo stále širší podporu, až se stalo na konci 14. století v Čechách zcela běžným. Otázka eucharistie se stala jedním ze středobodů české reformace, která v první čtvrtině 15. století zašla ještě dále, když bylo zavedeno přijímání pod obojí a následně i přijímání dětí.
Po kázání ještě zpovídal a konal skutky křesťanského milosrdenství: navštěvoval nemocné a vězně, obracel hříšníky na pravou cestu a snažil se pomáhat všem lidem hmotně i duchovně. Také skládal výklady na evangelia a diktoval je studentům a jiným písařům.

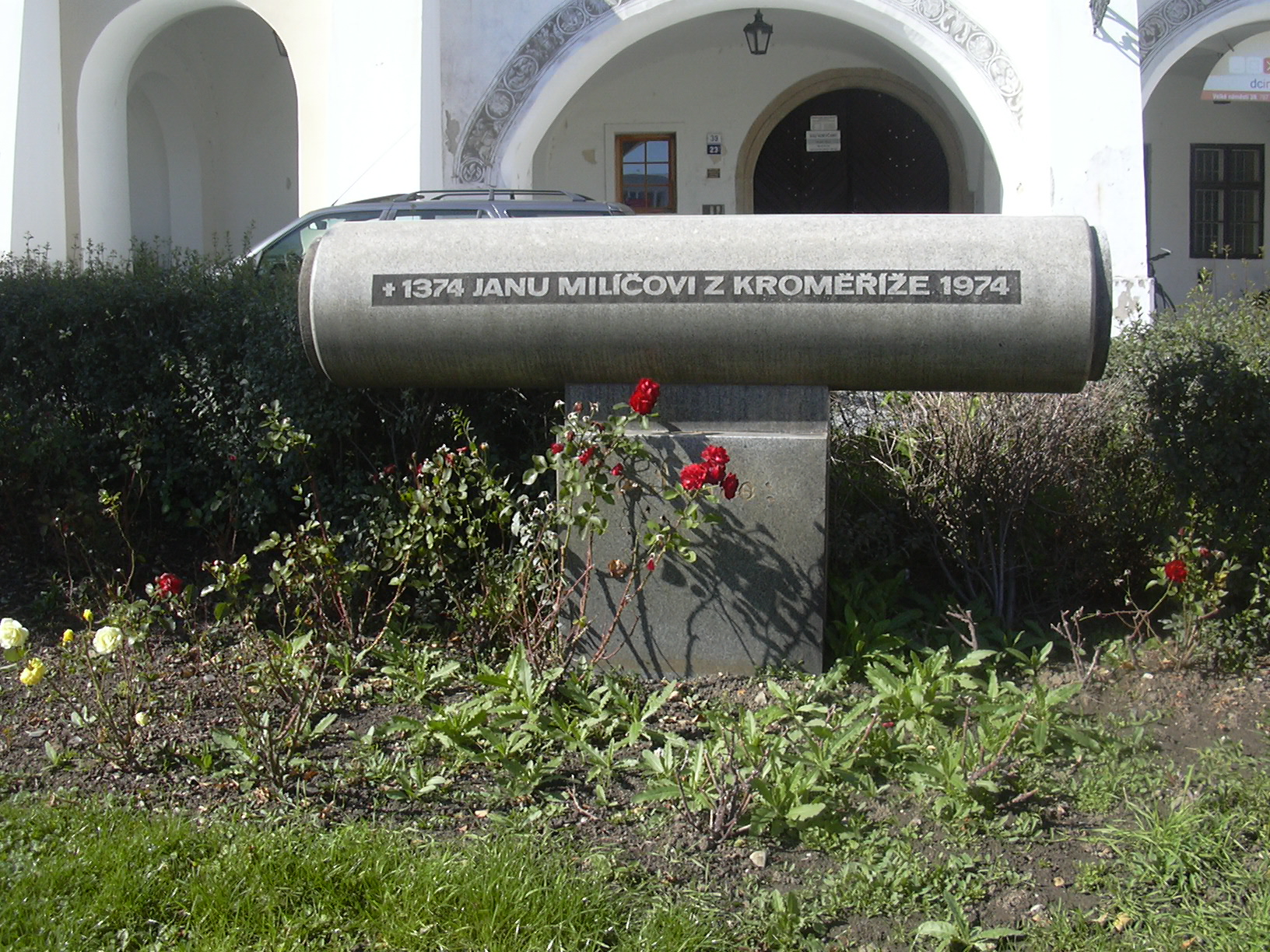
Památník v Kroměříži

Jeho myšlenka svatého přijímání laiků podle vzoru prvotních křesťanů však vedla roku 1373 k obvinění z kacířství. Roku 1374 se proto odebral do Avignonu, aby se hájil. Bylo mu dáno za pravdu, ale zemřel a v Avignonu byl i pochován.
Milíč za svého působení v širokých vrstvách pražského lidu dospěl nakonec k názoru, že v křesťanském životě nelze zastavovat se na poloviční cestě, že je třeba „vtělovat všechny v Krista“ a „účastny je činiti jeho božství“, a k tomu právě že jsou zřízeny křesťanské svátosti, především eucharistie. Proto počal hlásat časté přijímání a dovedl svou nauku skvěle obhájit i v Avignonu, kam byl předvolán; domů se však odtamtud již nevrátil, nýbrž zemřel tam r. 1374, zůstavuje po sobě pověst světce.
Bohdan Chudoba, Jindy a nyní. Dějiny českého národa
Pokud Milíč skutečně pocházel z rodu pánů z Tečovic a tím z nevýznamného a nepříliš majetného vladyckého rodu, lze z jeho rychlé a strmé kariéry usuzovat, že byl nejen vzdělaný, ale i vysoce inteligentní. Toužil však žít svatě, proto umrtvoval sebe samého a pro spásu své duše pracoval až do zničení těla.
Milíč byl jako kazatel velmi populární a snaha farářů poškodit Milíče vedla k nespokojenosti, kterou jeho posluchači začali dávat najevo - pravděpodobně v této době začaly vznikat podmínky pro husitství. Obracel se především na chudinu, kázal česky. Jeho kázání byl jakýsi soubor poučení o světě. Někteří Milíčovi žáci a příznivci později vytvořili užší „milíčovský okruh", k němuž se z učených mistrů hlásili Matěj z Janova a Vojtěch Raňkův z Ježova, z okruhu drobnější šlechty Tomáš ze Štítného s dcerou Anežkou, z královského dvořanstva Hanuš z Milheimu s manželkou Annou, z řad pražského měšťanstva kupec Kříž. Ti z nich, kteří se dožili posledního desetiletí 14. století, vybudovali nedaleko od bývalého Milíčova Jeruzaléma nové kazatelské středisko – Betlémskou kapli.
Milíč byl horlivý, odvážný, svými myšlenkami nový a původní kazatel. Vždy zůstal v mezích katolického pravověří, třebaže se odvažoval dál než kdokoli jiný. Milíčova osobní mravní jednoznačnost a jeho poslušnost církvi ve věcech učení jej činila hodným důvěry a ochrany samotného císaře Karla IV.
К mravní dokonalosti se dle středověkých názorů vyžadovala sebetrýzeň, askese, a tu Milíč prováděl neúprosně, ovšem dle metody středověké. Spával málo, a to na prkně neb na lavici; jeho lůžko mělo jen jednu podušku a jedinou podhlavnici. (...) Jak tomu bývalo v některých řeholích, Milíč spodního šatu před spánkem nesvlékal, ale spával v něm, ač mu v něm bylo vycházeti ven. Rovněž na účet středověké askese dlužno připočísti velikou obtíž s vypráním jeho roucha, čemuž se Milíč rozhodně vzpíral, tak že nezbývalo jiného, než že mu šat buď lstí, buď násilím musil býti stržen. Od počátku křesťanství považovalo se za zvláštní dokonalost vyhýbati se koupelím. Milíč neměl názoru jiného a vydával své tělo trýzni nečistoty a hmyzu. Poněvadž však, jak se mu zdálo, i to ještě na zkrocení těla bylo málo, mrskával své tělo často metlami, ovšem tajně. Žíněnou košili nosil už od těch dob, když byl ještě pražským arcijáhnem.
František Loskot, Milíč z Kroměříže, otec české reformace

## Dílo

### Edice
- Iohannis Milicii de Cremsir Tres sermones synodales . Pragae : Academia, 1974. 152 s. (ed. Vilém Herold a Milan Mráz)

### Latinsky
- Abortivus
- Gratiae Dei
- Libellus de Antichristo
- Sermo de die novissimo sbírka citátů o konci světa

### Německy
- Modlitby po kázání – nedochovaly se, bývalo z nich předčítáno po kázání
- Kázání – nedochovala se

### Česky
- Modlitby po kázání - nedochovaly se, bývalo z nich předčítáno po kázání